# 斛增五
武仙座36，又名BD+04 3234，HD 150379、SAO 121774、HR 6194，是武仙座的一颗恒星，视星等为6.93，位于銀經20.79，銀緯30.87，其B1900.0坐标为赤經16h 35m 37.2s，赤緯+4° 30.87′ 8″。